# Большой каньон (фильм)
«Большой каньон» (англ. Grand Canyon) — кинофильм режиссёра Лоуренса Кэздана, драма. «Золотой медведь» Берлинского МКФ.

## Сюжет
Автомобиль преуспевающего адвоката Мака сломался в уголовно неблагополучном районе города. От грабителей его спас водитель аварийной машины Саймон. Теперь Мак хочет как-то помочь Саймону, стать его другом, хотя у них очень мало общего.

## В ролях
- Дэнни Гловер — Саймон
- Кевин Клайн — Мак
- Стив Мартин — Девис
- Мэри МакДонелл — Клэр
- Мэри-Луиз Паркер — Ди
- Элфри Вудард — Джейн
- Джереми Систо — Роберто
- Джинн Бейтс — миссис Менкен